# 루린 혜성
루린 혜성(Comet Lulin, 공식 이름 : C/2007 N3)은 2007년 7월 발견된 비주기 혜성이다.

## 발견 및 역사
루린(鹿林, Lulin) 천문대의 예촨즈(Ye Quanzhi)와 린치성(Lin Chi-Sheng)이 처음 발견했다.

## 최대겉보기 등급
지구상에서의 관측시 2월 24일에 최고 밝기(겉보기 등급으로 +4 ~ +6등급 정도)에 도달할 것으로 예상된다.

## 위치 및 변화
본 혜성은 2009년 2월 23일경에는 (관측상 위치로) 토성 부근을 지나며, 2월 26일 ~ 27일에는 사자자리의 레굴루스 부근을 지난다.
같은 해 5월 12일에는, 카디널 혜성(Comet Cardinal, C/2008 T2) 부근을 지난다.

## 끊어진 고리 목격
루린 혜성의 궤도는 황도와 매우 가까운, 거의 포물선 형태이다. 2009년 2월 4일에는 끊어진 꼬리가 목격되었다.